# Tantinyà
Tantinyà és una masia del terme municipal de Granera, a la comarca catalana del Moianès. Pertany a la parròquia de Sant Martí de Granera. És una obra inclosa a l'Inventari del Patrimoni Arquitectònic de Catalunya.

## Situació

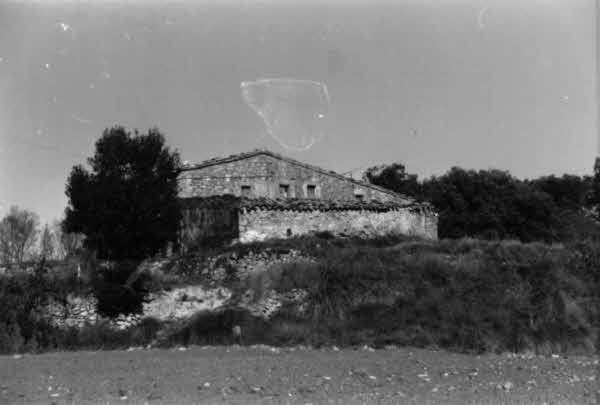
Façana sud de Tantinyà el 1990

Està situada a 777,6 metres d'altitud al sud-est del Barri del Castell, al sud-est de la Riera i al nord-est del lloc on hi ha les ruïnes de la Païssa i de les masies de l'Óssol i el Clapers. És en una careneta entre el torrent de Tantinyà, al nord, i el del Salamó, al sud.
S'hi accedeix des de la masia de la Riera, 700 metres al sud-est del poble de Granera, des d'on surt una pista rural de terra en bon estat que marxa cap al sud, en direcció a la masia de l'Óssol. La pista segueix la vora esquerra del torrent de la Riera fins que, a quasi 400 metres de la Riera, troba un trencall, al cap de poc travessa el torrent i el segueix aigües amunt pel costat dret, fins que arriba al lloc d'on surt cap al nord-est el Camí de Tantinyà. Per aquest camí, en 700 metres més es puja fins al serradet on es troba la masia de Tantinyà.

## Descripció
Edifici de construcció senzilla. De planta rectangular, coberta a dues vessants i carener perpendicular a la façana. Consta de planta baixa i pis. De composició simètrica i paredat de pedra disposat irregularment amb grans carreus als angles. A la part central sembla que hi havia un rellotge de sol. Les finestres són de pedra treballada amb ampit. A la part posterior de la casa hi ha un forn de pa. No es pot apreciar la porta d'entrada, ja que amb les construccions annexes formen un petit barri on s'emmagatzemava la palla i es recollia el bestiar.